# Maria Assunta Nagl
Maria Assunta Nagl (* 6. April 1871 in Wien; † 3. September 1944 in Gmunden) war eine österreichische Althistorikerin.

## Leben
Maria Assunta Nagl arbeitete als Bibliothekarin (bei der Bibliothek des katholischen Lesevereins für alle Stände) und Publizistin in Wien. Sie studierte Klassische Philologie und Alte Geschichte und wurde zwischen 1908 und 1913 zur Dr. phil. promoviert. Ihr Forschungsschwerpunkt war die Geschichte der Spätantike, zu der sie viele Monografien und Artikel vorlegte. Sie verfasste Beiträge für Paulys Realenzyklopädie der klassischen Altertumswissenschaft (RE) und Literaturberichte über die Geschichte und Geschichtsschreibung der Spätantike im Jahresbericht über die Fortschritte der klassischen Altertumswissenschaft. Außerdem beteiligte sie sich an den Vorarbeiten zur Prosopographia Imperii Romani (PIR²).
Ihre publizistische Arbeit galt vor allem der katholischen Frauenbewegung, in der sie sich ihr Leben lang engagierte. Sie war Vorstandsmitglied der Katholischen Frauenorganisation für Niederösterreich und der Katholischen Reichsfrauenorganisation Österreichs. Außerdem war sie Mitglied der Görres-Gesellschaft. Ab 1918 gab sie die Österreichische Frauenwelt. Monatschrift für die gebildete Frau heraus, ab 1924 war sie Redakteurin bei der Tageszeitung Reichspost.

## Schriften (Auswahl)
- Galla Placidia. Paderborn 1908 (Studien zur Geschichte und Kultur des Altertums 2,3). Nachdruck New York/London 1967
- Maria Theresia. Ein Lebensbild. Innsbruck 1930
- Der heilige Ambrosius, Kirchenvater und Erzbischof von Mailand. Münster 1940